# Zur Börse (Flensburg)

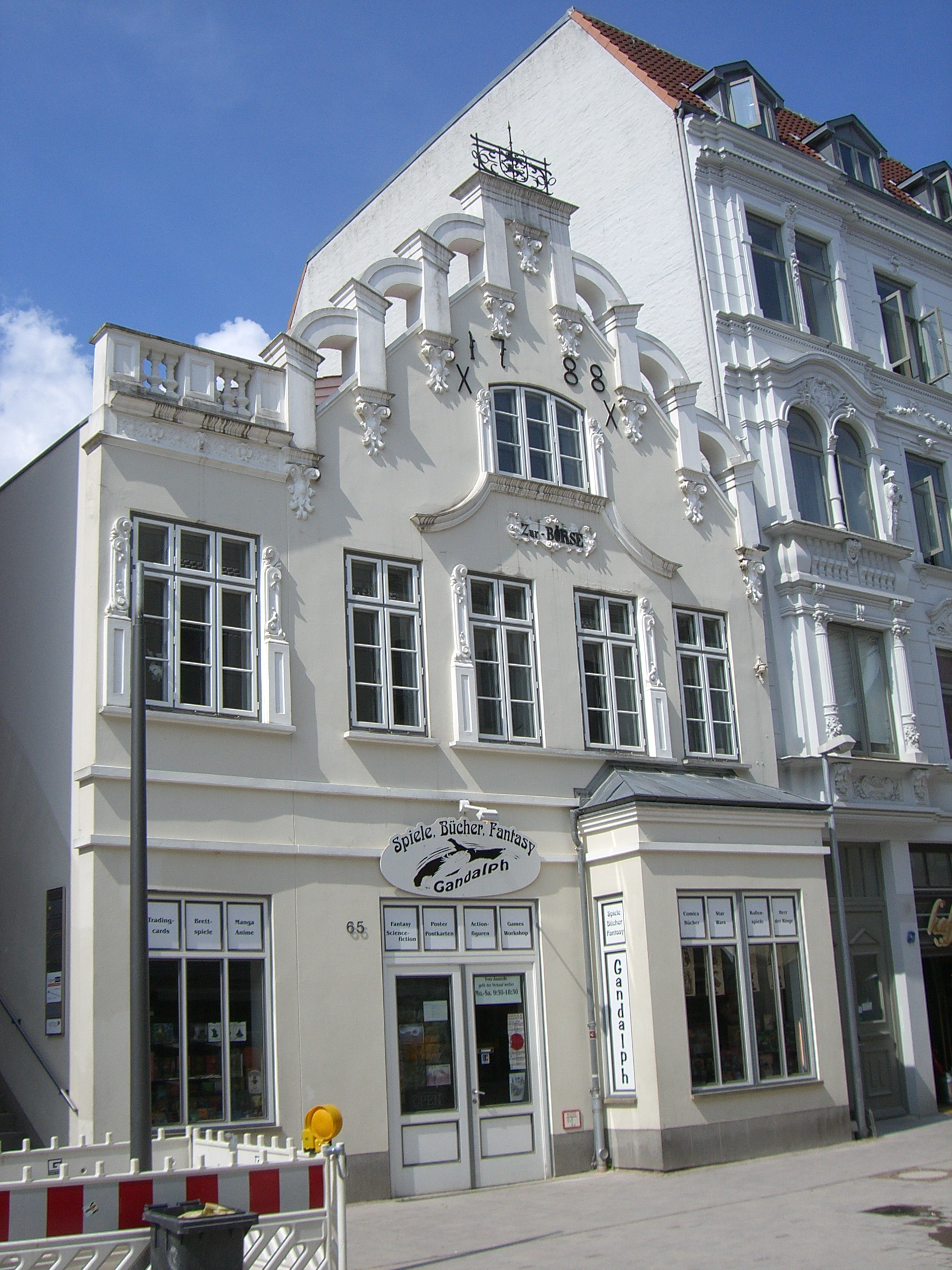
Zur Börse (2008)

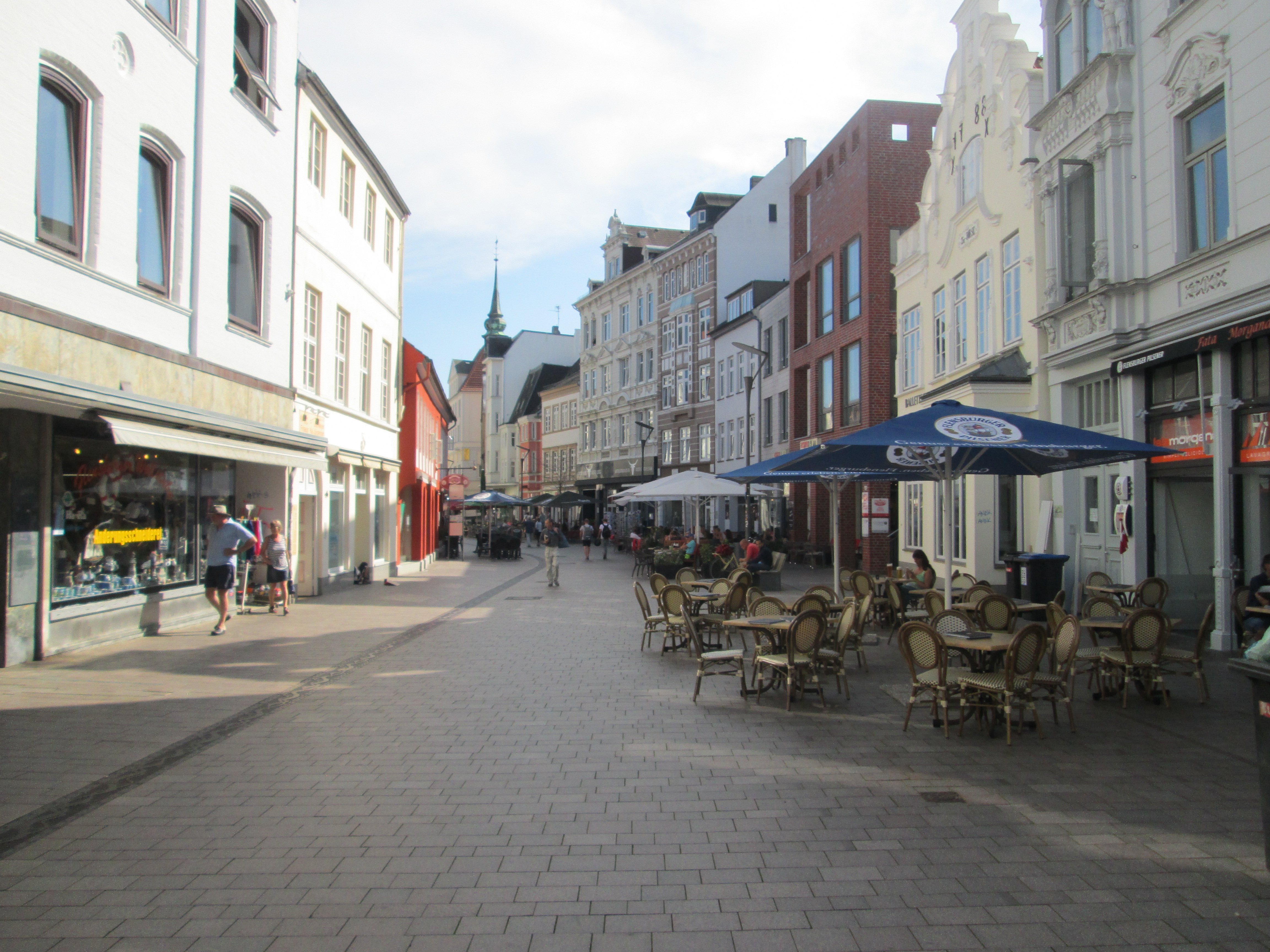
Die Große Straße mit dem Haus Zur Börse auf der rechten Seite (2016)

Zur Börse ist ein Haus in der Flensburger Innenstadt mit der Adresse Große Straße Nr. 65. Die Rokoko-Fassade des Gebäudes gehört zu den Kulturdenkmalen der Stadt.

## Hintergrund
Bei dem Haus „Zur Börse“ handelte es sich ursprünglich wohl um keine Börse, wie vermutet werden könnte, sondern um eine ehemalige Gaststätte mit diesem Namen, von der jedoch nur die alte Fassade aus dem 18. Jahrhundert erhalten blieb. Das eigentliche Haus ist ein Neubau, in dem die besagte Fassade integriert wurde. Die historische Giebelfront mit reich gestalteter Giebelzier trägt die Zahlenangabe 1788 sowie die Inschrift „Zur Börse“ über dem ersten Obergeschoss. 1897 gestaltete Maurermeister Chr. Henningsen, für die neu eingerichtete Gaststätte, die ursprüngliche Gebäudefassade um, wobei er die zuvor 1885 überbaute Durchfahrt zum Hof mit einbezog. Über diesem seitlichen Erweiterungsteil auf der Südseite befindet sich im Giebelbereich eine Balustrade.
Mitte der 1990er Jahre wurden die benachbarten Gebäude auf der Südseite des Gebäudes abgerissen. 1994/95 entstand dort eine etwas großflächigere Ersatzbebauung, in der sich zunächst die Allianz-Versicherung niederließ. Das Haus Zur Börse wurde zeitgleich abgerissen, wobei, wie erwähnt, die Fassade stehen gelassen wurde. Danach wurde das Grundstück mit dem neuen Haus bebaut, die Fassade integriert und der untere Fassadenbereich, der zuvor für ein Ladengeschäft umgestaltet worden war, rekonstruiert. Dabei wurde auch die ehemalige Utlucht auf der rechten Seite der Fassade rekonstruiert. Auf der linken Seite des Gebäudes wurde eine Wegverbindung zu einem neuen, offenen, höher gelegenen Hof mit Parkplätzen geschaffen, über den beispielsweise die Katholische Kirche oder das Logenhaus Flensburg schneller erreicht werden können.
Über viele Jahre befand sich danach im unteren Bereich des Gebäudes der Fantasy-Laden Gandalph, welcher mittlerweile in das Geschäftshaus Große Straße 39/41 umgezogen ist. Im oberen Bereich des Gebäudes befindet sich eine Ballettschule und im unteren Bereich ein Schuhgeschäft. Im benachbarten Allianz-Geschäftshaus befindet sich heutzutage ein Cafe Extrablatt. Die alte Gebäudefassade wurde in neuerer Zeit aus geschichtlichen, künstlerischen und städtebaulichen Gründen unter Denkmalschutz gestellt.